# Marek Zieńczuk
Marek Zieńczuk (* 24. September 1978 in Gdańsk) ist ein polnischer Fußballspieler.

## Vereinskarriere
Der Mittelfeldspieler begann seine Profikarriere 1996 bei Lechia Gdańsk in der zweiten polnischen Liga. Für die Danziger absolvierte er zwischen 1996 und 2000 insgesamt 107 Spiele in der zweiten und dritten polnischen Liga und erzielte dabei 18 Tore. 2000 kam er erstmals in der Ekstraklasa für Amica Wronki zum Einsatz. Ende 2004 wechselte er zu Wisła Kraków und gewann mit dem Verein 2004, 2005, 2008 und 2009 die polnische Meisterschaft. Außerdem gewann er 2000 den polnischen Pokalwettbewerb mit Amica Wronki. Er ist ein Spezialist für Weitschüsse und ein hervorragender Pass- und Flankengeber. Dies bewies er mehrfach in der Ekstraklasa, im UEFA-Pokal und auch in der Champions-League-Qualifikation. Zur Saison 2009/10 wechselte Marek Zieńczuk zum griechischen Erstligisten Skoda Xanthi. Für die Griechen absolvierte Zieńczuk 13 Ligaspiele und erzielte zwei Tore. Nach der Saison einigte man sich im gegenseitigen Einverständnis auf eine Vertragsauflösung. Marek Zieńczuk kehrte nach Polen zu Lechia Gdańsk zurück. Jedoch bestritt er in der gesamten Hinrunde der Saison 2010/11 nur drei Spiele in der Ekstraklasa und wechselte deshalb zur Rückrunde zum Ligakonkurrenten Ruch Chorzów. Nachdem Zieńczuk 2016/17 ohne Verein war, schloss er sich in der folgenden Saison dem Amateurverein AS Pomorze Sopot an.

## Nationalmannschaft
In der Nationalmannschaft absolvierte Zieńczuk neun Spiele. Er bekam ab 2002 mehrfach die Chance sich zu beweisen. Allerdings konnte er sich hier nie wirklich durchsetzen und enttäuschte so gut wie in allen Einsätzen. Bis 2008 bestritt er neun Länderspiele.

## Erfolge
- Polnischer Meister (2004, 2005, 2008 und 2009)
- Polnischer Pokalsieger (2000)
- Bester Spieler der Polnischen Ekstraklasa (2007)